# هیلاس فانتین
هیلاس فانتین (انگلیسی: Hyleas Fountain؛ زادهٔ ۱۴ ژانویهٔ ۱۹۸۱) ورزشکار دو و میدانی اهل ایالات متحده آمریکا است.